# Nico Jamin

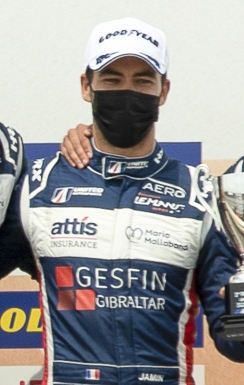
Nico Jamin in 2021

Nicolas "Nico" Jamin (Rouen, 5 december 1995) is een Frans autocoureur.

## Carrière
Jamin maakte zijn autosportdebuut in het formuleracing in het Franse Formule 4-kampioenschap in 2012. Hij behaalde twee podiumplaatsen op zowel het Circuito de Navarra als het Circuit Paul Ricard en werd met 102 punten zevende in het kampioenschap.
In 2013 maakte Jamin de overstap naar de Formule Renault 2.0 NEC, waarin hij uitkwam voor het ART Junior Team. Hij behaalde één podiumplaats op Silverstone en eindigde met 144 punten op de zevende plaats in de eindstand. Daarnaast nam hij voor ART ook deel aan het raceweekend op het Circuit Paul Ricard in de Eurocup Formule Renault 2.0 als gastcoureur en finishte de races op een 21e en een 18e plaats.
In 2014 ging Jamin in de Verenigde Staten racen en maakte hier zijn debuut in de U.S. F2000 voor het team Belardi Auto Racing. Hij stond op het podium tijdens de eerste race van het seizoen op het Stratencircuit Saint Petersburg, maar hij verliet het team na zeven races om voor Pabst Racing Services het seizoen af te maken. Zonder een tweede keer op het podium te staan eindigde hij het seizoen op de negende plaats met 154 punten.
In 2015 maakte Jamin de overstap naar het team Cape Motorsports with Wayne Taylor Racing. Hij domineerde het seizoen met tien overwinningen en vijf andere podiumplaatsen uit zestien races en werd overtuigend kampioen met 457 punten.
Door zijn kampioenschap in de U.S. F2000 kreeg Jamin een beurs om deel te nemen aan het Pro Mazda Championship in 2016. Hij bleef hier bij zijn team Cape Motorsports with Wayne Taylor Racing. In de tweede helft van het seizoen stond hij zes keer op het podium, waaronder twee overwinningen op de Mid-Ohio Sports Car Course. Hij eindigde het seizoen met 331 punten op de derde plaats in het klassement achter Aaron Telitz en Patricio O'Ward.
In 2017 maakt Jamin de overstap naar de Indy Lights, waarin hij uitkomt voor het team Andretti Autosport.